# Hamiltonova mehanika
Hamiltonova mehanika je teorija, razvita kot reformulacija klasične mehanike, ki predvideva enake rezultate kot preostala klasična mehanika. Uporablja drugačen matematični formalizem, ki ponuja bolj abstraktno razumevanje teorije. Zgodovinsko je Hamiltonova mehanika pomembno vplivala na reformulacijo klasične mehanike, in kasneje prispevala k formulaciji statistične mehanike in kvantne mehanike.
Prvič jo je formuliral William Rowan Hamilton leta 1833 na osnovi Lagrangeeve mehanike.

## Pregled
V Hamiltonovi mehaniki je klasični fizični sistem opisan z množico kanoničnih koordinat r=(q,p), kjer vsako komponento koordinate {\displaystyle q_{i},p_{i}}indeksiramo na referenčni okvir sistema.
Časovni potek sistema je unikatno definiran s Hamiltonovimi enačbami:
{\displaystyle {\frac {\mathrm {d} {\boldsymbol {p}}}{\mathrm {d} t}}=-{\frac {\partial {\mathcal {H}}}{\partial {\boldsymbol {q}}}}\quad ,\quad {\frac {\mathrm {d} {\boldsymbol {q}}}{\mathrm {d} t}}=+{\frac {\partial {\mathcal {H}}}{\partial {\boldsymbol {p}}}}}

kjer je {\displaystyle {\mathcal {H}}={\mathcal {H}}(q,p,t)}Hamiltonova funkcija. Za zaprti sistem je to vsota kinetične in potencialne energije sistema.